# Walter Kasper
Walter Kasper, nemški rimskokatoliški duhovnik, škof in kardinal, * 5. marec 1933, Heidenheim.

## Življenjepis
6. aprila 1957 je prejel duhovniško posvečenje.
17. aprila 1989 je bil imenovan za škofa Rottenburg-Stuttgarta; 17. junija istega leta je prejel škofovsko posvečenje. S tega položaja je odstopil 31. maja 1999.
16. marca 1999 je postal tajnik Papeškega sveta za promocijo krščanske enotnosti.
21. februarja 2001 je bil povzdignjen v kardinala in imenovan za kardinal-diakona Ognissanti in Via Appia Nuova. 3. marca istega leta je postal predsednik Papeškega sveta za promocijo enotnosti kristjanov. S te dolžnosti se je upokojil leta 2010.